# Der Usedom-Krimi: Emma
Emma ist ein Fernsehfilm aus der Kriminalfilmreihe Der Usedom-Krimi. Er wurde im Auftrag von ARD Degeto und dem NDR von der Polyphon Film- und Fernsehgesellschaft mbH für Das Erste produziert. Die 24. Folge der Filmreihe wurde am 28. November 2024 erstmals im Fernsehen ausgestrahlt.

## Handlung
Als Karin Lossow am Strand mit ihrem Hund spazieren geht, sieht sie Gerda Kolping in der Ostsee ertrinken. Karin kann die Frau noch an Land ziehen, doch wenig später stirbt die Frau im Krankenhaus. Ein schwerer Schlag für Gerdas 14-jährige Tochter Emma, die seit einiger Zeit von ihrer früheren Freundin und Nachbarin Susanne und anderen Mitschülern gemobbt wird und sich um Vater Markus kümmern muss, der seit einer SARS-CoV-2-Infektion pflegebedürftig ist. Erste Indizien deuten auf Mord hin, so finden sich im Blut der Verstorbenen Reste eines Beruhigungsmittels, im Auto liegen Drohschreiben.
Bei den Ermittlungen stellt sich heraus, dass die Drohschreiben Emma galten und es beim Ehepaar Kolping kriselte, es häufiger Streit gab. Gerda habe ihren Mann mit dem Virus infiziert und zum Pflegefall gemacht. Gerda blühte neuerdings auf und hatte eine Affäre, die Markus duldete – unter der Bedingung, dass es die Ehe nicht zerstöre. Dass Gerdas Lebensversicherung vor einem Jahr erhöht wurde und Markus nach einer Operation ein Beruhigungsmittel verschrieben bekommen hat, macht ihn für die Polizei verdächtig. Auch hätte er sich das Mittel über seine polnische Pflegerin leicht besorgen können.
Als Affäre lässt sich ein Mann vom Jugendamt ausfindig machen, die beiden wollten bald zusammenziehen. Karin findet im Gespräch mit Emma heraus, dass sie ihren Vater nach einer Coronaparty angesteckt hat und Gerda es zu Emmas Schutz auf sich genommen hat. Auch sagt ihr Emma, dass Susannes Mobbing begann, nachdem sie sich aufgrund ihrer Schuldgefühle immer mehr zurückgezogen hat. Hätte Emma es Susanne gesagt, hätte ihr Vater über die Nachbarn davon mitbekommen. Die Ermittlungen ergeben, dass Markus Gerda – überzeugt, dass sie ihn damals infizierte – das Mittel in die Thermoskanne getan hat, nachdem sie Markus verlassen und Emma mitnehmen wollte.
Karin spricht mit Emmas Nachbarn und deren Tochter Susanne, die Emma daraufhin fragt, ob sie nicht zu ihnen kommen möchte, um ihren Lieblingsfilm zu schauen.

## Produktion
Der Film wurde vom 13. Februar 2024 bis zum 12. April 2024 in Mecklenburg-Vorpommern und Berlin gedreht.

## Rezeption

### Kritiken
Tilmann P. Gangloff bewertete den Film mit dreieinhalb von sechs Sternen.

### Einschaltquoten
Die Erstausstrahlung des Films am 28. November 2024 wurde in Deutschland von insgesamt 5,76 Millionen Zuschauer gesehen. Dies entsprach einem Marktanteil von 23,3 Prozent für Das Erste.